# Mary Ainsworth
Mary Dinsmore Salter Ainsworth (1 de dezembro de 1913 – 21 março de 1999) foi uma psicóloga do desenvolvimento norte-americana conhecida por seu trabalho em apego emocional com "A Situação Estranha" bem como no desenvolvimento da teoria do apego.

## Vida pessoal
Mary Ainsworth nasceu em Glendale, Ohio em 1913, sendo a mais velha de três irmãs. Seus pais se formaram no Dickinson College. Seu pai recebeu o mestrado em História e foi transferido para uma empresa de manufatura no Canadá quando Mary tinha cinco anos. Embora seus pais sempre tenham posto uma forte ênfase na educação, foi o livro Character and the Conduct of Life de William McDougall que inspirou seu interesse em psicologia.
Ainsworth matriculou-se no curso de psicologia na Universidade de Toronto em 1929. Ela recebeu seu bacharelado em 1935, seu mestrado em 1936, e seu doutorado em 1939, todos da Universidade de Toronto. Ela lecionou por alguns anos antes de alistar-se no Canadian Women's Army Corp em 1942 durante a Segunda Guerra Mundial, alcançando o posto de major em 1945.
Ela retornou a Toronto para continuar o ensino de psicologia da personalidade e para orientar pesquisas. Ela se casou com Leonard Ainsworth em 1950 e mudou-se para Londres com ele para lhe permitir terminar sua pós-graduação no University College.
Depois de muitas outras posições acadêmicas, incluindo uma longa permanência na Universidade Johns Hopkins, ela se estabeleceu na Universidade da Virgínia em 1975, onde ela permaneceu o restante de sua carreira acadêmica. Ainsworth recebeu muitas honras, inclusive o Award for Distinguished Contributions to Child Development em 1985 e o Distinguished Scientific Contribution Award do APA em 1989. Ela foi eleita membro da Academia de Artes e Ciências dos Estados Unidos em 1992.

## Primeiras obras
Mary Ainsworth esteve na Inglaterra, onde entrou para a equipe de pesquisa da Clínica Tavistock para investigar os efeitos da homossexualidade e da separação materna no desenvolvimento infantil. A comparação entre os laços interrompidos e o relacionamento normal de mãe-filho mostrou que a falta de uma figura materna para a criança leva a "efeitos adversos de desenvolvimento." Em 1954, ela deixou a Clínica Tavistock para fazer pesquisas na África, onde executou seu estudo de campo sobre a interação mãe-recém-nascido.
O livro de Ainsworth que resultou deste estudo de campo, Infância em Uganda (1967), continua a ser um clássico e excepcional estudo etológico no desenvolvimento do apego, e demonstra que o processo reflete características específicas universais que ultrapassam linhas linguísticas, geográficas e culturais.
Ela e seus colegas desenvolveram o Procedimento da Situação Estranha, que é um método amplamente utilizado, bem pesquisado e validado de avaliar o padrão e estilo de apego da criança ao cuidador. (Ver teoria do apego.)

## Situação Estranha
Na década de 1970, Ainsworth inventou um procedimento chamado Uma Situação Estranha, para observar relacionamentos de apego entre um cuidador e uma criança.
Neste procedimento de situação estranha, a criança é observada brincando por 20 minutos enquanto cuidadores e estranhos entram e saem da sala, recriando o fluxo de presença familiar e estranha da vida da maioria das crianças. A situação varia em estresse e as reações da criança são observadas. A criança experimenta as seguintes situações:
1. Pai ou mãe e recém-nascido são introduzidos na sala experimental.
2. Pai ou mãe e recém-nascido estão sozinhos. O cuidador não participa enquanto a criança explora.
3. Estranho entra, conversa com o cuidador, então se aproxima da criança. O pai sai discretamente.
4. Primeiro episódio de separação: Estranho direciona os comportamentos do pai à criança.
5. Primeiro episódio de reunião: O pai saúda e conforta o filho, então sai de novo.
6. Segundo episódio de separação: recém-nascido está sozinho.
7. Continuação do Segundo episódio de separação: Estranho entra e direciona os comportamentos daquele à criança.
8. Segundo episódio de reunião: Pai ou mãe entra, saúda o filho e, então o pega no colo; estranho sai discretamente.

Quatro aspectos do comportamento da criança são observados:
1. A quantidade de exploração (por exemplo, brincar com novos brinquedos) em que a criança se envolve.
2. As reações da criança à partida de seu cuidador.
3. A ansiedade estranha (quando o bebê está sozinho com o estranho).
4. O comportamento da criança quando ocorre a reunião com seu cuidador.

Baseado em seus comportamentos, as crianças são categorizadas em três grupos, com um quarto acrescentado depois. Cada um destes grupos reflete um tipo diferente de relacionamento de apego com seu cuidador.

### Apego seguro - Grupo B
Uma criança que é seguramente apegada à sua mãe irá explorar livremente enquanto a mãe estiver presente, irá se envolver com estranhos, ficará visivelmente irritada quando a mãe sair e feliz ao vê-la retornar. No entanto, a criança não irá se envolver com um estranho se sua mãe não estiver na sala.
Crianças seguramente apegadas são mais capazes de explorar quando elas têm o conhecimento de uma base segura para retornar em momentos de necessidade (também conhecido como "rapprochement" que significa "reaproximação").  Quando a assistência é dada, esta reforça o senso de segurança e também, presumindo que a assistência da mãe seja útil, educa a criança em como lidar com o mesmo problema no futuro. Portanto o apego seguro pode ser visto como um estilo de apego mais adaptativo. De acordo com alguns psicólogos pesquisadores, uma criança se torna seguramente apegada quando a mãe está disponível e capaz de satisfazer as necessidades da criança de uma maneira receptiva e adequada. Outros têm apontado que há também outras determinantes do apego da criança, e que o comportamento da mãe pode, por sua vez, ser influenciado pelo comportamento da criança.

### Apego inseguro ansioso-resistente - Grupo C
Uma criança com o estilo de apego ansioso-resistente é ansiosa por exploração e por estranhos, mesmo quando a mãe está presente.  Quando a mãe se afasta, a criança fica extremamente angustiada. A criança será ambivalente quando ela voltar — busca permanecer perto da mãe mas ressentida, e também resistente quando a mãe começa a dar atenção.  Quando reunido com a mãe, o bebê também pode bater ou empurrar sua mãe quando ela se aproxima e não aceitar seu colo quando ela o pega.
De acordo com alguns pesquisadores, este estilo desenvolve-se a partir de um estilo de cuidar da mãe em que ela está envolvida, mas em seus próprios termos. Isto é, por vezes as necessidades da criança são ignoradas até que alguma outra atividade seja concluída ou que a atenção é dada mais por necessidade do próprio cuidador que da criança.
Este padrão é atualmente conhecido como apego ambivalente/resistente pois a criança não consegue ajustar sua mente para o que ela quer; quando segurada, ela quer ser deixada sozinha e quando é deixada, quer se segurar à mãe. Tanto o apego ambivalente quanto o evitativo são tipos de apego inseguro, e são menos desejáveis do que o apego seguro, mas o apego ambivalente tende a ser indicativo de cuidados paternos mal-adaptativos e de maior probabilidade de problemas de apego no futuro.

### Apego inseguro ansioso-evitativo - Grupo A
Uma criança com o estilo de apego inseguro ansioso-evitativo irá evitar ou ignorar o cuidador — mostrando pouca emoção quando o cuidador deixa a sala ou retorna.  A criança pode fugir do cuidador quando ele se aproxima e não se agarrar a ele quando segurado. A criança não irá explorar muito, independentemente de quem estiver lá. Estranhos não serão tratados de forma muito diferente da forma em que o cuidador foi tratado. Não há muita variação na escala emocional, independente se há alguém na sala ou se ela está vazia.
Esta forma de apego desenvolve-se a partir de um estilo de cuidados que é mais desprendida.  As necessidades da criança não são frequentemente satisfeitas e ela começa a acreditar que sua comunicação não tem influência sobre o cuidador.

### Apego desorganizado/desorientado
Uma quarta categoria foi acrescentada por uma colega de pesquisa de Ainsworth, Mary Main e Ainsworth aceitou a validade desta modificação.
Uma criança pode chorar durante a separação mas evitar a mãe quando ela retorna, ou pode aproximar-se da mãe e então congelar ou jogar-se no chão. Algumas mostram um comportamento estereotipado, balançando para lá e para cá ou batendo-se repetidamente. Main e Hesse descobriram que a maioria das mães destas crianças haviam sofrido grandes perdas ou outro trauma pouco antes ou depois do nascimento do bebê e este passou a reagir tornando-se severamente deprimido. De fato, 56% de mães que perderam um dos pais por morte antes de terem concluído o ensino médio tiveram crianças com apego desorganizado.

#### Universalidade da classificação de apego pela Situação Estranha
Com relação à validade ecológica da Situação Estranha, uma meta-análise de duas mil díades de pais-bebês, inclusive vários de estudos com idioma e/ou base cultural não ocidental constataram a distribuição global das categorizações de apego sendo A (21%), B (65%), e C (14%)  Esta distribuição global coincidiu geralmente com as distribuições originais da classificação de apego de Ainsworth et al.'s (1978).

## Obras principais
- Cuidado Infantil e o Crescimento do Amor; M. Ainsworth, J. Bowlby, 1965.
- Infância em Uganda. M. Ainsworth, 1967.
- Padrões de Apego; M. Ainsworth, M. Blehar, E. Waters & S. Wall, 1978.